# Oskar Ansull

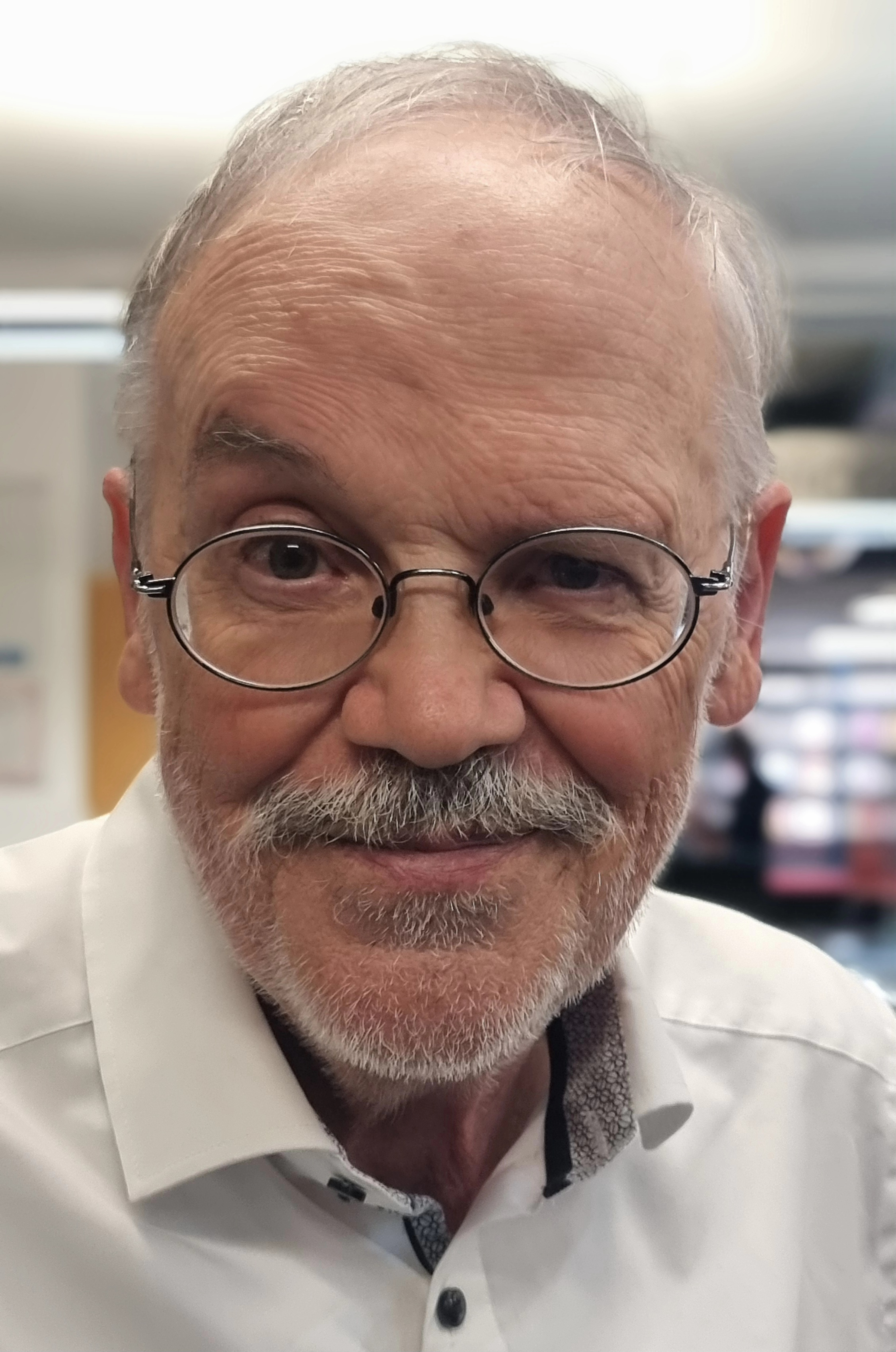
Oskar Ansull Ende Oktober 2024;
anlässlich einer Lesung in der Stadtbibliothek Hannover

Oskar Ansull (bürgerlicher Name Uwe Quast; geboren 29. Mai 1950 in Celle) ist ein deutscher Schriftsteller, Lyriker, Herausgeber und Rezitator, der vor allem für seine Leseprogramme zu Leben und Werk deutscher Autoren bekannt ist.

## Leben
Ansull absolvierte nach der Schule eine Buchhändlerlehre. 1972 ging er nach Berlin, war Regieassistent am Schillertheater und machte eine Ausbildung zum Imker. Seit 1984 ist Ansull freier Schriftsteller und Erfinder von Lesungen. Von 1989 bis 2002 lebte Ansull in Hannover, seither in Berlin-Pankow. Seit 2005 ist er Mitherausgeber der celler hefte der RWLE Möller Stiftung in Celle, wo er in den 1980er und 1990er Jahren bereits die Zelleschen Anzeigen und Faltblätter gegen die Kurzweil herausgab.
Er produzierte zahlreiche Rundfunksendungen für den NDR und Radio Bremen sowie Mitschnitte seiner mehr als 60 Leseprogramme, in denen Ansull Autoren präsentiert, wie zum Beispiel Johannes Bobrowski in Ich weiß nur, was ich erzählt habe, Georg Büchner in Wozzeck, Woyzeck oder was? Wilhelm Busch in Sag Atome, sage Stäubchen. Wilhelm Busch in Seitenblicken.
In seinen Programmen arbeitet Ansull oft mit Musikern u. a. mit Michael Griener (Percussion), Theo Jörgensmann (Klarinette), Klaus Sticken (Klavier), Alfons Bock (Bandoneon), Stefan Goreiski (Akkordeon) und Vitold Rek (Kontrabass).
Ansull ist Gründungs- und Ensemblemitglied des Kleinkunsttheaters Hebebühne in Hannover. Zusammen mit Bengt Kiene schrieb er das Theaterstück Kinderkleinkriegen für das Ensemble  und ist seit 2018 Mitglied des PEN-Zentrums Deutschland.

## Auszeichnungen und Stipendien
- 1986/87: Gast des Atelierhauses Worpswede
- 1988: Gast im Paul-Ernst-Wilke-Haus in Bremerhaven
- 1990: Aufenthaltsstipendium des Landes Niedersachsen für die Casa Baldi (Olevano Romano)
- 1992: Künstlernachwuchsstipendium für Literatur des Landes Niedersachsen
- 1993/94: Arbeitsstipendium des Landes Niedersachsen für den Künstlerhof Schreyahn
- 1997: Stipendium des Herrenhauses Edenkoben
- 2011: Stipendium der Hamburger Stiftung zur Förderung von Wissenschaft und Kultur

## Werke

### Prosa
- Papierstreifen. In: der Reihe: LIBRIS. Die Libristen, Berlin 2013.
- Dat is doch ...Gretchen. Ein kleines Familienbuch. hohesufer.com, Hannover 2018, ISBN 978-3-941513-47-1.
- Papierstreifen. Neue, erweiterte Ausgabe. Wehrhahn Verlag, Hannover 2020, ISBN 978-3-86525-787-1.
- Nebensaetzliches. Gedankenspäne & Wortfindungen. Wehrhahn Verlag, Hannover 2022, ISBN 978-3-86525-961-5.
- Papierstreifzüge. Neue Papierstreifen. Wehrhahn Verlag, Hannover 2023, ISBN 978-3-98859-015-2.

### Lyrik
- Disparates. Radius Verlag, Stuttgart 1984, ISBN 3-87173-678-3.
- Entsicherte Zeit. Postskriptum Verlag, Hannover 1988, ISBN 3-922382-41-X.
- Nimm die Finger fort, mein Kind. Der Librist, Uetze-Dollbergen 1992.
- Im Fortlaufen schon. Eric van der Wal, Bergen/Holland 1992.
- Nebensätzliches. Ein Dutzend typographische Postkarten mit Texten von Oskar Ansull. Schröder, Berlin 1996.
- Mit Händen und Füßen. Drei Zyklen. Revonnah, Hannover 1997, ISBN 3-927715-39-5.
- Sieben Gedichte über Oma Möcker und mich. Ein Erzählgedicht-Zyklus und eine Zugabe. Revonnah, Hannover 1992. (Neuaufl. 2005, ISBN 3-934818-60-9)
- Heimat schöne Fremde. Aphorismen. handmade in Linden by Roland Balzer, Verschachtelte Literatur, Hannover 2008.
- gruss an korf. widmungen. Eric van der Wal, Bergen/Holland 2009.
- Denkste, also biste. Haupt- und Nebensätzliches. Der Librist, Berlin 2011.
- Gedichte : in die laufende trommel/Entsicherte Zeit/Disparates. Wehrhahn Verlag, Hannover 2021, ISBN 978-3-86525-861-8.
- Denkzettel auf deiner Herzwand. Gedichte & Kindheit. Wehrhahn Verlag, Hannover 2024, ISBN 978-3-98859-060-2

### Veröffentlichungen
- … leichthin über Liebe und Tod. Ein Programm deutscher Lyrik. Mit Georg Eyring (i.e. Joachim Kersten). Haffmans Verlag, Zürich 1998, ISBN 3-251-00401-8.
- ZweiGeist Karl Emil Franzos. Ein Lesebuch. Deutsches Kulturforum östliches Europa, Potsdam 2005, ISBN 3-936168-21-0.
- Himmel, welch ein Land! Landkreis & Literatur. Eine Sichtung. (= celler hefte. 7–8). Schriftenreihe der RWLE Möller Stiftung, Celle 2010, ISBN 978-3-9813668-3-9.
- Ja, bleiben muss und werde ich … Georg Wilhelm Friedrich Beneken, Philosoph Pastor Publizist, Leben und Werk 1765–1824. Gemeinde Nienhagen, Nienhagen 2011.
- Karl Emil Franzos: Namensstudien/Ètudes de noms. übersetzt von Ariane Lüthi. Verlag hohesufer.com, Hannover 2012, ISBN 978-3-941513-23-5 (dt./franz., Über die Zwangsvergabe von Nachnamen an die jüdische Bevölkerung in Osteuropa/Galizien.)
- Mit Thorsten Albrecht: Einladung ins Welttheater. Hannes Razum 1907–1994. Intendant am Schlosstheater Celle von 1956–1972. Eine Würdigung. (= celler hefte. 9–10). Schriftenreihe der RWLE Möller Stiftung, Celle 2013, ISBN 978-3-9813668-4-6.
- Carlo Emilio Gadda, Bonaventura Tecchi: Die Baracke der Dichter. Italienische Kriegsgefangene im Celle-Lager 1918. Übersetzt von Ragni Maria Gschwend und Ulrike Stopfel. Zu Klampen Verlag, Springe 2014, ISBN 978-3-86674-401-1.[3]
- Im Arm der Liebe… Hermann Wilhelm Franz Ueltzen. Ein Dichter zwischen Aufklärung und Empfindsamkeit. Leben & Werk 1759–1808. Wehrhahn Verlag, Hannover 2015, ISBN 978-3-86525-429-0.
- Der junge Wohlklang. Ernst Schulze 1789–1817, Tagebücher und Briefe. Hrsg. mit Joachim Kersten. Wallstein Verlag, Göttingen 2017, ISBN 978-3-8353-3117-4.
- Heimat, schöne Fremde. CELLE Stadt & Land. Eine literarische Sichtung. Wehrhahn Verlag, Hannover 2019, ISBN 978-3-86525-727-7.
- Über - setzen. Fährleute im Sprachfluss. (= celler hefte 13, Schriftenreihe der RWLE Möller Stiftung) Celle 2023, ISBN 978-3-9813668-6-0

### Beiträge in Anthologien und Literaturzeitschriften (Auswahl)
- Anna Chiarloni, Helga Pankoke (Hrsg.): Grenzfallgedichte. Eine deutsche Anthologie. Aufbau Verlag, Berlin 1991, ISBN 3-351-01885-1.
- Karl Otto Conrady (Hrsg.): Von einem Land und vom andern. Gedichte zur deutschen Wende. edition suhrkamp, Leipzig 1993, ISBN 3-518-11829-3.
- Karl Otto Conrady (Hrsg.): D’un Pays et de l’autre. Poemes autor de la reunification allemande. Edition bilingue, Bruxelles 1998, ISBN 2-87106-206-4.
- Ecrivains de R.F.A. In: Europe. Revue litteraire mensuelle. Paris Mai/1989 ISSN 0014-2751.
- Peter Geißler (Hrsg.): Berlin ist ein Gedicht. Fischer Taschenbuch Verlag, Frankfurt am Main 2001, ISBN 3-596-15433-2.
- Ralph Grüneberger (Hrsg.)/Gesellschaft für zeitgenössische Lyrik: Poesiealbum neu. Ausgaben 1/2007, 2/2008, 3/2008, 2/2012.
- Hartmut von Hentig (Hrsg.): Meine deutschen Gedichte. Eine Sammlung. Kallmeyer Verlag, Velber 1999, ISBN 3-7800-4194-4.
- Steffen Jacobs (Hrsg.): Liederlich! Die lüsterne Lyrik der Deutschen. Eichborn Verlag, Berlin 2008, ISBN 978-3-8218-5815-9.
- Aspekt einer schwierigen Identität. Karl Emil Franzos, Walter Benjamin, Ludwig Strauß, Paul Celan. In: Sinn und Form. Heft 1/2018, Berlin 2018, ISBN 978-3-943297-39-3.
- Ha! n.n. over oder ’68 an der Leine. In: Ansichten einer Revolte. Hrsg. von W.-D. Mechler u. G. Weiberg. Offizin Verlag, Hannover 2018, ISBN 978-3-945447-18-5
- „Der Pojaz“ von K.E. Franzos oder Aspekte einer schwierigen Identität. In: Von der Bedeutung der Vielfalt und ihrer Zerstörung (1933-1945) oder: Ansätze einer deutsch-jüdischen Kultursynthese und ihre Feinde. Hrsg. H. Beutin, H.-E. Böttcher, F. Hornschu. Ossietzky Verlag, Dähre 2022 ISBN 978-3-944545-25-7
- Aphorismen. In: Deutsche Aphoristik der Gegenwart. Eine aktuelle Bestandsaufnahme. Hrsg. F. Spieker u. J. Wilbert. Edition Virgines, Düsseldorf 2023 ISBN 978-3-910246-18-8
- Unterwegs mit Dingen. Essay. In: Klaus G. Kohn (Hrsg.): Passage: Das Leben - Die Dinge. Katalog zur Foto-Ausstellung. Kettler Verlag, Dortmund 2024 ISBN 978-3-9874113-3-5
- Zwei Gedichte zu F. Goya. In: Caprichios. Zeichnungen nach Goya von Peter Marggraf (= I libri bianchi, 70). San Marco Handpresse, Neustadt 2025.

### Nachdichtungen
- Charles Baudelaire: Spleen-Gedichte. Revonnah, Hannover 1995, ISBN 3-927715-22-0.
- Ales Rasanau: Hannoversche Punktierungen. Revonnah, Hannover 2002, ISBN 3-934818-51-X.
- Ales Rasanau: Hannoversche Punktierungen. In. Ales Rasanau: Die Stimmen suchen, was ist (zweisprachig, Belarussisch-Deutsch). Logvino Literaturbüros namai ISBN 978-609-8147-66-7
- Bekim Morina: Etwas besseres als den Tod. Revonnah, Hannover 2006, ISBN 3-934818-63-3.